# Uwe Benter
Uwe Benter (ur. 1 grudnia 1955 we Frankfurcie nad Menem) – niemiecki wioślarz (sternik), złoty medalista olimpijski i mistrz świata.

## Kariera
Wystąpił na igrzyskach olimpijskich w Monachium w 1971, gdzie osada RFN w składzie: Peter Berger, Hans-Johann Färber, Gerhard Auer, Alois Bierl i Uwe Benter zdobyła złoty medal w tej samej konkurencji. W finale o 1,45 sekundy pokonali osadę NRD, a o 3,79 sekundy wyprzedzili osadę Czechosłowacji. Był to jego jedyny start olimpijski.
W czwórkach ze sternikiem Peter Berger, Hans-Johann Färber, Gerhard Auer, Alois Bierl i Stefan Voncken (sternik) zdobyli też złoty medal na mistrzostwach świata w St. Catharines (1970).
Ponadto zwyciężył w czwórkach ze sternikiem na mistrzostwach Europy w Kopenhadze (1971).
Odznaczony Srebrnym Liściem Laurowym, najwyższym sportowym odznaczeniem państwowym.
Jego brat, Lutz też był wioślarzem.